# 艾諾夫群島
艾諾夫群島是俄羅斯的群島，位於巴倫支海，由2個島嶼組成，行政方面由摩爾曼斯克州負責管轄，最高點海拔高度19米，是多種鳥類的棲息地，該群島在1920至1944年間由芬蘭管轄。